# Henri Baur
Henri Baur (Guebwiller, 14 novembre 1872 – 15 maggio 1932) è stato un tiratore di fune, lottatore, discobolo e multiplista austriaco.

## Biografia
Partecipò ai Giochi olimpici intermedi di Atene del 1906, dove gareggiò nelle gare di lotta greco-romana, vincendo la medaglia d'argento nei pesi massimi.
Nella stessa edizione partecipò alla gara di tiro alla fune con la squadra austriaca, che si piazzò al quarto posto (su quattro squadre partecipanti) e alla gara di atletica del pentathlon antico, dove arrivò ventesimo, e del lancio del disco in stile greco.

## Palmarès
- Giochi olimpici intermedi

Atene 1906: argento nella lotta greco-romana pesi massimi.